# 김상태 (1930년)
김상태(金相台, 1930년 3월 13일 ~ 2025년 5월 22일)는 대한민국 공군 출신으로 공군 참모총장을 지냈으며, 장성 출신 군원로들의 모임인 성우회의 회장을 지낸 기업인이다. 록히드마틴의 대리점 승진기술을 설립하였다. 대법원은 2015년 1월 29일  군의 2·3급 군사기밀을 6년 동안 12차례에 걸쳐 미국 군수업체인 록히드마틴에 넘겨주고 25억원을 받아챙긴 김상태 전 공군참모총장에게 징역 10월에 집행유예 2년을 선고한 원심을 확정했다.

## 사건·사고 및 논란

### 군사기밀 유출 혐의
대한민국 공군 대장 예편 후 무기 중개업체를 운영하던 중, 2011년 8월 3일 대한민국 군의 무기구매계획 등 2,3급 군사기밀을 미국 군수업체인 록히드 마틴에 넘겨준 혐의로 서울중앙지검에 불구속 기소되었다. 이후 1심에서 징역 2년에 집행유예 3년을 선고받았고, 항소심에서 감형되기는 했지만 역시 집행유예를 선고받았다.

### 70억대 비행장 운영
군사기밀 유출 혐의로 기소된 김상태(81) 전 공군참모총장이 경기 여주군 가남면에 70억원대의 사설 비행장과 외국산 경비행기 8대를 소유하고 있는 것으로 2011년 8월 7일 알려졌다. 김 전 총장은 2000년쯤 가남면 임야 약 4만m2(약 1만2000평)를 사들여 350m 길이의 활주로를 만들었다. 활주로 한쪽엔 660m2(약 200평) 크기의 박물관을 짓고 F-5 제공호 전투기와 T-37 훈련기도 전시했다. 이 비행장은 대당 6000만원이 넘는 외국산 경비행기 8대를 보유하고 있다.

### 전시작전권 관련 논란
2006년 전시 작전통제권 회수 방안을 놓고 청와대와 군 당국이 갈등을 빚었다. 노무현 대통령이 정부 방침에 반발하는 군 간부들을 향하여 군대의 작전통제도 제대로 못하는 군대를 만든 국방장관, 참모총장이 별 달고 거들먹거리기만 하고 직무 유기를 했으니 부끄러운 줄 알아야 한다고 말하였다. 김상태는 이에 대해서 "군 원로들은 국가안보를 위해 한평생을 바쳤다. 모욕적인 언사에 밤잠이 오지 않는다"고 말했다. 그러나 이같이 겉으로는 국가안보에 헌신하는 행동을 하는 척 하며 뒤로는 군사기밀을 파는 이중적인 행보를 보였다는 비판이 나왔다.

## 참조
1. ↑  조선일보 (2020년 7월 26일). “'군사기밀 유출' 김상태 前공군참모총장 집유 확정”. 2022년 1월 30일에 확인함.
2. ↑  권지윤 기자 (2011년 8월 3일). “軍 기밀 팔아넘긴 前공참총장”. 한국일보. 2012년 7월 29일에 원본 문서에서 보존된 문서.
3. ↑  나확진 기자 (2011년 12월 27일). “기밀유출 김상태 전 공군참모총장 집행유예”. 연합뉴스.
4. ↑  김계연 기자 (2013-05-16일). “'기밀유출' 김상태 前공군총장 항소심도 집유”. 연합뉴스.
5. ↑  최종석 기자 (2011년 8월 8일). “김상태(軍기밀 유출 혐의) 前공참총장, 70억대 비행장 운영”. 조선일보.
6. ↑  최종석 기자 (2011년 8월 8일). “김상태 前공참총장의 사설 비행장 가보니…”. 조선일보.
7. ↑  노현웅 기자 (2011년 8월 3일). “전작권 논란때 “안보에 평생 바쳤는데…” 분노하더니 전 공군총장, 록히드마틴에 군기밀 유출”. 한겨레.

| 전임 이희근 | 제16대 공군참모총장 1982년 6월 5일 ~ 1984년 6월 5일 | 후임 김인기 |

| 전임 김종곤 | 제10대 주 타이완 (중화민국) 대사 1985년 4월 ~ 1988년 7월 | 후임 한철수 (중국어) |